# 沃克·庫珀
威廉·沃克·庫珀（英語：William Walker Cooper，1915年1月8日—1991年4月11日），為美國職棒大聯盟的捕手。生涯曾效力過紅雀、巨人、紅人、勇士、海盜與小熊等隊。庫珀是1940年代到1950年代初能力相當出色的捕手之一，生涯共入選8次明星賽。他的哥哥摩特·庫珀是一名大聯盟投手，兄弟倆也曾當過隊友。

## 職業生涯

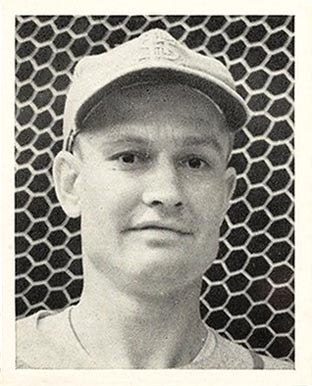
在紅雀時期的庫珀

1930年代，紅雀小聯盟出現許多天賦很高的選手，因此庫珀一直苦無登上大聯盟的機會。1940年，他終於破繭而出站上大聯盟的殿堂。然而他卻因為鎖骨斷裂，導致隔年只出賽68場比賽。8月30日，他接捕了Lon Warneke的無安打比賽。1942年，他的打擊率為2成81。這年他的哥哥獲得國聯MVP，球隊也闖進世界大賽。庫珀在世界大賽第5場9局下將盜壘的喬·高登阻殺出局，成功幫助紅雀拿下世界大賽冠軍。
1943年，庫珀的寫下個人新高的3成18打擊率，並在MVP票選上拿下第二名。球隊再度和洋基於世界大賽上對決，儘管庫珀擔任第四棒，並繳出2成94的打擊率，不過這次紅雀沒能奪冠。1944年，庫珀繳出3成17的打擊率，球隊也連續3年闖進世界大賽。而他在系列賽的打擊率高達3成18，幫助球隊再拿一冠。1945年，庫珀因為從軍導致球季僅出賽4場比賽。1946年1月，巨人隊買斷庫珀的合約。
1947年，庫珀的打擊率為3成05，並敲出生涯新高的35轟與122分打點。這年巨人隊一共敲出221支全壘打，在當時寫下大聯盟球隊紀錄。其中庫珀連續6場比賽開轟，追平隊史紀錄。1948年，新教頭里歐·德羅許爾上任後，不僅將球隊年輕化，還大量使用速度快的球員。因此庫珀在1949年被交易到紅人，換來另一名捕手Ray Mueller。7月6日，庫珀成為大聯盟唯一一位單場打回10分以上打點的捕手。1950年3月，他被交易到勇士，並在8月11日接捕了Vern Bickford的無安打比賽。後來庫珀一路待到1953年，並成為最後一位在波士頓勇士主場上場打擊的球員。
1954年，庫珀加盟海盜，但他因為打擊率只有2成，導致他在5月被球隊釋出。後來小熊選走庫珀，用來加強板凳深度。庫珀在1956年回到紅雀，並於1957年退休。他的女兒不僅在1957年成為密蘇里小姐，她的丈夫Don Blasingame更是庫珀的前隊友。

## 生涯打擊成績
| 出賽次數 | 打席 | 打數 | 得分 | 安打 | 二安 | 三安 | 全壘打 | 打點 | 盜壘 | 保送 | 三振 | 打擊率 | 上壘率 | 長打率 | OPS  |
| -------- | ---- | ---- | ---- | ---- | ---- | ---- | ------ | ---- | ---- | ---- | ---- | ------ | ------ | ------ | ---- |
| 1473     | 5082 | 4702 | 573  | 1341 | 240  | 40   | 173    | 812  | 18   | 309  | 357  | .285   | .332   | .464   | .796 |

## 晚年
退休後，庫珀不僅在小聯盟擔任過總教練，1960年也曾在運動家擔任教練。1991年，庫珀因病去世，享年76歲。

## 外部連結
- 球員資訊和成績在MLB ，ESPN ，Retrosheet ，Baseball Reference ，Baseball Reference (Minors) ，Fangraphs，The Baseball Cube （英文）